# ستيف بايرنز
ستيف بايرنز (بالإنجليزية: Steve Byrnes)‏ هو صحفي ومعلق رياضي أمريكي، ولد في 14 أبريل 1959 في نيو كارولتون في الولايات المتحدة، وتوفي في 21 أبريل 2015 في فورت ميل في الولايات المتحدة.